# Jonibek
Джонібек Джурабекович Муродов (тадж. Ҷонибек Ҷӯрабекович Муродов; нар. 29 травня 1986 року; Худжанд, Таджицька РСР) — таджицький естрадний співак. З 2017 року продовжує музичну кар'єру в Україні під псевдонімом JONIBEK. Його репертуар складають пісні таджицькою, українською і російською мовами. Син відомого таджицького співака Джурабека Муродова. 

## Біографія
Джонібек Муродов народився 29 травня 1986 року в місті Ленінабад Таджицької РСР в сім'ї відомого співака Джурабека Муродова. У 2003 році Джонібек закінчив середню школу «СОМНИН» і поступив в коледж, який закінчив за спеціальністю арабська мова.
У 2006—2007 роках Джонібек Муродов був у складі музичного гурту «Вазір». З 2007 року він розпочав сольну кар'єру. Випустив 4 альбоми з таджицькими піснями. У 2010 і 2012 роках був лауреатом музичної премії «BIG APPLE MUSIC AWARDS» в номінації найкращий співак Центральної Азії та найкращий виконавець Таджикистану. Ця премія щорічно вручається найпопулярнішим артистам Центральної Азії, Кавказу та Близького Сходу у Нью-Йорку.
 З 2017 року продовжує музичну кар'єру в Україні під псевдонімом JONIBEK. Підготував концертну програму «Диво», основу якої складають україномовні пісні: «Диво» (на слова Тараса Шевченка), «Прощай» (слова Івана Франка), «Все минає», «Лілу». Прем'єра концертної програми «Диво» відбулась у грудні 2017 року в Києві. У лютому було знято відео на пісню «Диво», яку композитор Олександр Яшин написав на вірш Шевченка «Якби зустрілися ми знову».

## Альбоми
- Шукри Худо
- Оллоҳу
- Ай дил
- Пир манам, ҷавон манам
- Диво (2017, Україна)

## Пісні
Таджицькою мовою:
- Дурӯғгӯ
- Хазон рӯз
- Ошиқат ҳастам
- Дилбар
- Бе дил
- Оллоҳу ҳамроҳ
- Моҳирабону
- Аз ин боло
- Ай дил
- Мастам
- Сабза ба ноз
- Ай пари ҳамроҳ
- Биё ёр
- Духтари хона
- Ҳиндӣ ҳамроҳ
- Дона, дона
- Санамо
- Шаҳри боронӣ
- Ту ҷонӣ
- Вафодор аст Худо
- Замона ҳастӣ